# NGC 5213
NGC 5213 é uma galáxia espiral barrada (SBb) localizada na direcção da constelação de Virgo. Possui uma declinação de +04° 07' 51" e uma ascensão recta de 13 horas, 34 minutos e 39,2 segundos.
A galáxia NGC 5213 foi descoberta em 30 de Abril de 1864 por Albert Marth.